# Antonio Meucci
Antonio Santi Giuseppe Meucci  (n. 13 aprilie 1808, Florența — d. 18 octombrie 1889, Staten Island) a fost un inventator italian.  Începând cu 1857 a inventat și dezvoltat un aparat care transmitea vocea umană la distanță, aparat care este numit astăzi telefon. Antonio Meucci a avut de-a lungul timpului, și în special în Italia, numeroși susținători care au argumentat constant că Antonio Meucci este cu adevărat inventatorul telefonului, sau, mai exact, inventatorul transmiterii electrice a vocii umane la distanță. 
Chiar mai mult, Enciclopedia italiană de științe, litere și arte (conform originalului, Enciclopedia Italiana di Scienze, Lettere ed Arti) îl desemnează fără echivoc pe Meucci "inventore del telefono" (inventatorul telefonului).
De fapt, Meucci a stabilit un anume mod de a transmite vocea umană în casa sa din Staten Island, unul din cele cinci cartiere (Borough (Statele Unite ale Americii)) ale orașului New York City, conectând pivnița casei sale cu parterul.  A demonstrat public invenția sa în 1860, publicând de asemenea o descriere a acesteia într-un ziar de limbă italiană din New York, dar, din păcate, nu a putut strânge suficienți bani pentru a plăti pentru toate cheltuielile legate de obținerea unui patent permanent.  În 1876, Alexander Graham Bell a patentat transmiterea electro-magnetică a sunetelor vocii umane la distanță folosind un curent ondulatoriu. 
Camera Deputaților a Statelor Unite ale Americii (United States House of Representatives), în actele sale normative HRES 269 IH, datat în 17 octombrie 2001 și, respectiv, HRES 269 EH, datat 11 iunie 2002, afirmă că "viața și realizările lui Antonio Meucci ar trebui să fie recunoscute, iar contribuția sa la invenția telefonului ar trebui menționată" (conform, "the life and achievements of Antonio Meucci should be recognized, and his work in the invention of the telephone should be acknowledged").
Early life.
Meucci s-a născut la Via dei Serragli 44 în cartierul San Frediano din Florența, Primul Imperiu Francez (acum în Republica Italiană), la 13 aprilie 1808, ca primul dintre cei nouă copii ai lui Amatis Meucci și Domenica Pepi.[6] Amatis a fost uneori funcționar guvernamental și membru al poliției locale, iar Domenica a fost în principal casă. Patru dintre frații lui Meucci nu au supraviețuit copilăriei.[9]
În noiembrie 1821, la vârsta de 13 ani, a fost admis la Academia de Arte Frumoase din Florența ca cel mai tânăr student al acesteia, unde a studiat ingineria chimică și mecanică.[6] A încetat studiile cu normă întreagă doi ani mai târziu din cauza fondurilor insuficiente, dar a continuat să studieze cu jumătate de normă după ce a obținut un loc de muncă ca asistent de poartă și funcționar vamal pentru guvernul florentin.[6]
În mai 1825, din cauza sărbătorilor pentru nașterea Mariei Anna de Saxonia, soția lui Leopold al II-lea, Marele Duce al Toscanei, Meucci a conceput un amestec puternic de propulsor pentru rachete. Artificiile i-au scăpat de sub control, provocând pagube și răni în piața sărbătorii. Meucci a fost arestat și suspectat de conspirație împotriva Marelui Ducat.[10]
Meucci s-a angajat ulterior la Teatro della Pergola din Florența ca tehnician de scenă, asistându-l pe Artemio Canovetti.[11]
În 1834, Meucci a construit un tip de telefon acustic pentru a comunica între scena și camera de control de la Teatrul Pergola. Acest telefon a fost construit pe principiile telefoanelor cu conducte utilizate pe nave și încă funcționează. S-a căsătorit cu designerul de costume Esterre Mochi, care a fost angajat în același teatru, la 7 august 1834.[6]

## Articole din presă
- John Bedini's Antonio Meucci-page Hearing Through Wires Arhivat în 15 august 2006, la Wayback Machine..
- Bellis Mary "The History of the Telephone - Antonio Meucci" Arhivat în 28 mai 2020, la Wayback Machine.
- Dossena Tiziano Thomas, Meucci, Forgotten Italian Genius Arhivat în 13 martie 2011, la Wayback Machine.,  Bridge Apulia USA 1999

- Carroll Rory, "Bell did not invent telephone, US rules" The Guardian Monday 17 iunie 2002 Arhivat în 9 august 2007, la Wayback Machine.
- Capelvenere Franco, E il generale Garibaldi rispose ad Antonio Meucci: "Non obbedisco" Arhivat în 28 septembrie 2007, la Wayback Machine. ITALIA OGGI - 28 Maggio 2003

1. 1 2  Antonio Santi Giuseppe Meucci, Brockhaus Enzyklopädie
2. 1 2  Antonio Santi Giuseppe Meucci, Find a Grave, accesat în 9 octombrie 2017
3. ↑  Antonio Meucci, SNAC, accesat în 9 octombrie 2017
4. ↑   https://www.poetryfoundation.org/poetrymagazine/articles/70087/telettrofono Lipsește sau este vid: |title= (ajutor)
5. ↑   https://www.italyonthisday.com/2017/04/antonio-meucci-inventor-of-telephone.html Lipsește sau este vid: |title= (ajutor)
6. ↑  Kent, Allen (1978). Encyclopedia of Library and Information Science: Volume 25. CRC Press. ISBN 0-8247-2025-3., p. 171 notes this claim in a discussion of nationalistic bias in encyclopedias